# Munții Locvei

Prelucrare 3D pentru Munţii Locvei

Munții Locvei  sunt o grupă muntoasă a Munților Banatului aparținând de lanțul muntos al Carpaților Occidentali. Cel mai înalt pisc este Vârful Corhanul Mare, având 735 m. 